# جانی اوون
جانی اوون (انگلیسی: Johnny Owen; ۷ ژانویهٔ ۱۹۵۶ – ۴ نوامبر ۱۹۸۰) بوکسور اهل بریتانیا بود.